# Alan Rawsthorne
Alan Rawsthorne (Haslingden, Lancashire, 2 de maig, 1905 - Cambridge, 24 de juliol, 1971), va ser un compositor britànic. Està enterrat al cementiri de Thaxted a Essex.

## Joventut
Alan Rawsthorne era fill de Hubert Rawsthorne (1868–1943), un metge benestant, i la seva esposa, Janet Bridge (1877/8–1927). Malgrat el que sembla haver estat una vida familiar feliç i afectuosa amb els seus pares i la seva germana gran, Barbara (l'única germana), a la bonica campinya de Lancashire, de petit Rawsthorne patia una salut fràgil. Tot i que en diverses ocasions va assistir a escoles a Southport, gran part de la seva educació inicial va ser a través de classes particulars a casa. Malgrat la seva aptitud infantil per a la música i la literatura, els pares de Rawsthorne van intentar allunyar-lo dels seus somnis de convertir-se en músic professional. Com a resultat, va intentar sense èxit cursar estudis de grau a la Universitat de Liverpool, primer en odontologia i després en arquitectura. Pel que fa a l'odontologia, Rawsthorne va dir públicament: 
| « | "Vaig deixar-ho, gràcies a Déu, abans d'acostar-me a la boca de ningú", | » |

mentre que el seu amic Constant Lambert va bromejar: 
| « | "El Sr. Rawsthorne m'assegura que ha deixat de practicar l'odontologia, fins i tot com a afició". | » |

## Carrera professional
El 1925, Rawsthorne finalment va poder matricular-se al Royal Manchester College of Music,[5] on els seus professors incloïen Frank Merrick per al piano i Carl Fuchs per al violoncel. El 1927, la mare de Rawsthorne va morir amb només quaranta-nou anys. Després de graduar-se al "Royal Manchester College of Music" cap al 1930, Rawsthorne va passar els següents dos anys continuant la seva formació de piano amb Egon Petri a Zakopane, Polònia, i després breument també a Berlín.
En tornar a Anglaterra el 1932, Rawsthorne va ocupar un lloc de pianista i professor al Dartington Hall, a Devon, on es va convertir en compositor resident de l'Escola de Dansa i Mim. El 1934, Rawsthorne va marxar a Londres per provar fortuna com a compositor independent. El seu primer èxit públic real va arribar quatre anys més tard amb una interpretació del seu Tema i Variacions per a Dos Violins al Festival de la Societat Internacional de Música Contemporània (ISCM) de 1938 a Londres. L'any següent, els seus Estudis Simfònics per a orquestra a gran escala es van interpretar a Varsòvia, de nou al Festival ISCM. Els Estudis Simfònics, que es poden escoltar com a concert per a orquestra en tot menys en el nom, van ajudar ràpidament a Rawsthorne a establir-se com un compositor amb una veu musical molt distintiva.
Altres obres aclamades de Rawsthorne inclouen una sonata per a viola (1937), dos concerts per a piano (1939, 1951), un concert per a oboè (1947), dos concerts per a violí (1948, 1956), un concert per a orquestra de corda (1949) i lElegia per a guitarra (1971), una peça escrita i completada per Julian Bream després de la mort del compositor. Altres obres inclouen un concert per a violoncel, tres quartets de corda reconeguts, entre altres obres de cambra, i tres simfonies.
Rawsthorne va escriure diverses bandes sonores per a pel·lícules. La seva obra més coneguda en aquest camp va ser la música per a la pel·lícula bèl·lica britànica de 1953 The Cruel Sea, i les seves altres bandes sonores van incloure moltes pel·lícules britàniques populars, com ara The Captive Heart (1946), School for Secrets (1946), Uncle Silas (1947), Saraband for Dead Lovers (1948), Pandora and the Flying Dutchman (1951), Where No Vultures Fly (1951), West of Zanzibar (1954), The Man Who Never Was (1956) i Floods of Fear (1958).
Rawsthorne va morir de pneumònia a l'Hospital Addenbrooke de Cambridge el 24 de juliol de 1971.

## Família
El 1934, Rawsthorne es va casar amb la seva primera esposa, Jessie Hinchcliffe, violinista de l'Orquestra Filharmònica. Es van separar el 1947 i es van divorciar el 1954. Hinchcliffe es va casar amb René Leibowitz a París. El 1955, es va casar amb Isabel Rawsthorne (de soltera Isabel Nicholas), una artista i model molt coneguda a les escenes artístiques de París i el Soho. Entre els seus contemporanis hi havia André Derain, Alberto Giacometti, Pablo Picasso i Francis Bacon. Isabel Rawsthorne era la vídua del compositor Constant Lambert i madrastra de Kit Lambert, mànager del grup de rock The Who, que va morir el 1981. Alan Rawsthorne va ser el seu tercer marit; Sefton Delmer (periodista i membre de l'Executiu d'Operacions Especials durant la Segona Guerra Mundial) va ser el seu primer marit. Isabel va morir el 1992.

## Obra
Per conèixer la llarga llista de composicions d'Alan Rawsthorne, aneu al seu arxiu de la Viquipèdia anglesa.